# Stenolophus binotatus
Stenolophus binotatus är en skalbaggsart som beskrevs av Thomas Casey. Stenolophus binotatus ingår i släktet Stenolophus och familjen jordlöpare. Inga underarter finns listade i Catalogue of Life.